# Willa Ludwika Grohmana
Willa Ludwika Grohmana – willa znajdująca się przy ulicy Tylnej 9/11 w Łodzi.

## Historia
Willa wkomponowana została w fabryczny zespół zbudowany nieco wcześniej i usytuowana w południowo-zachodniej części kwartału zamkniętego ulicą Tylną. Początkowo ogniwem tego założenia były budynki wzniesione w latach 40. XIX wieku, parterowy dom mieszkalny Traugotta Grohmana – ojca Ludwika i pierwsza przędzalnia z tkalnią przy ulicy Targowej, w miejscu styku z ulicą Tylną. W sąsiedztwie przędzalni, w 1881, w kilka lat po śmierci ojca, Ludwik Grohman wzniósł okazałą rezydencję z dziedzińcem zamkniętym oficyną gospodarczo-mieszkalną i przyległą oranżerią, w otoczeniu ogrodu.

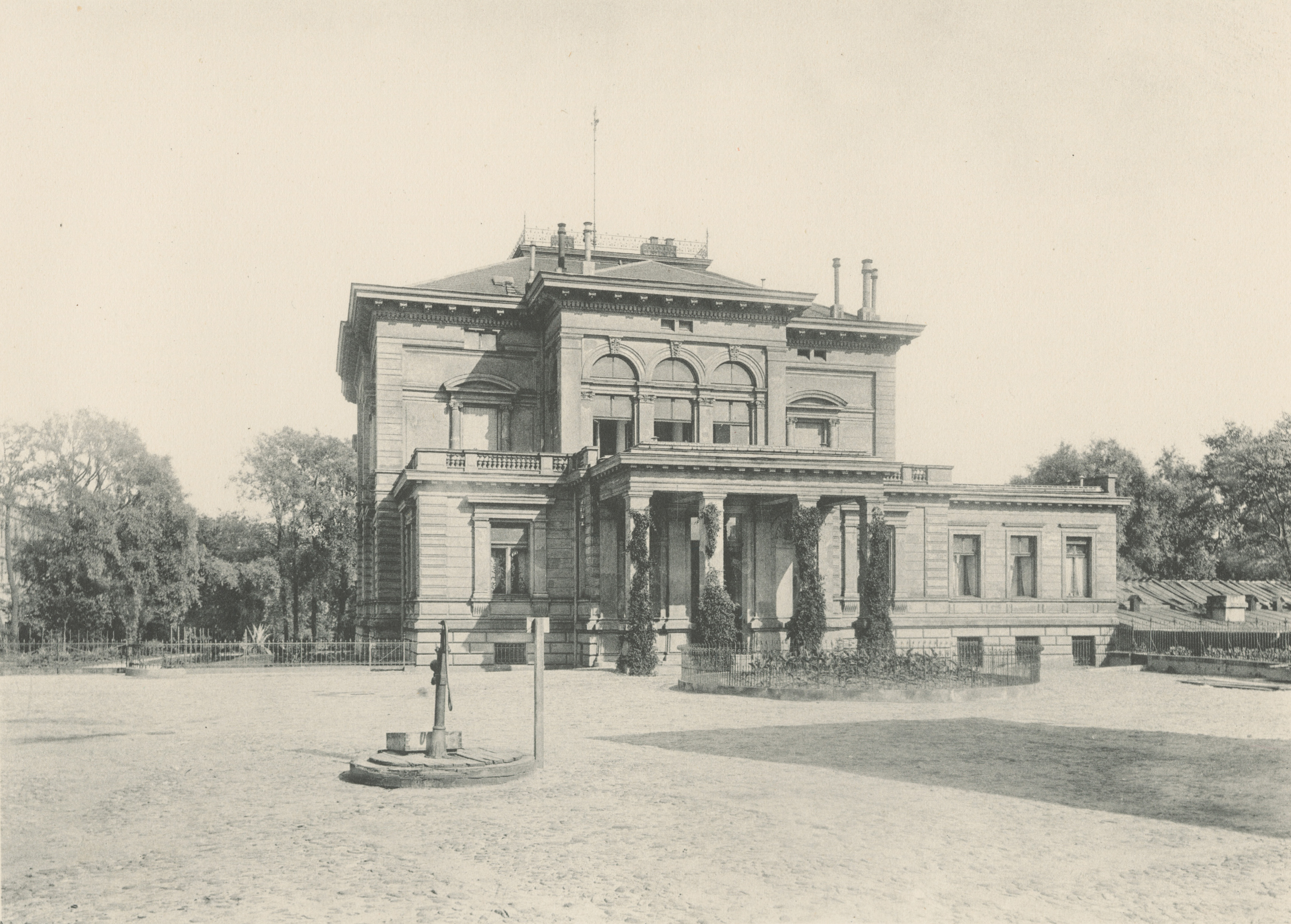
Pałac (widok z 1896 roku)

Willa utrzymana w stylu renesansu włoskiego wybudowana została według projektu Hilarego Majewskiego. Do siedziby prowadziła od ulicy Tylnej okazała brama i furta z kutej kraty, oflankowana podwójnymi filarami, z przylegającą kordegardą. W 1894, po ślubie syna – Leona Grohmana, willa została rozbudowana, oraz podzielona na dwie części, pomiędzy rodziców i dzieci. Wówczas to od strony wschodniej dobudowano nową część z paradną klatką schodową i ogród zimowy. Natomiast w 1913 została rozbudowana część południowo-wschodnia, dobudowano piętrowy aneks z osobnym wejściem. Główne wejście z portykiem filarowym prowadziło do reprezentacyjnego holu i klatki schodowej, która integrowała całość układu wnętrz, należących do licznych członków rodziny.
Parter w przeciwieństwie do większości willi miał nieregularny układ wnętrz, ponieważ były to pomieszczenia zarówno reprezentacyjne, jak i mieszkalne. Program użytkowy wnętrz był w zasadzie tradycyjny, znajdowały się tu jadalnia, kredensownia, biblioteka, salon, gabinety, sala balowa itp. Szczególnie interesujący pod względem architektonicznym jest gabinet z kominkiem, sala koncertowa i sala balowa z zachowanymi w niej oryginalnymi żyrandolami. Komunikację wewnętrzną uzupełniały windy – osobowa oraz trzy dźwigi gospodarcze, firmy berlińskiej.
Wnętrza urządzone były z dużym przepychem i luksusem, z bogatymi sztukateriami, z dekoracja o alegorycznych przedstawieniach malarskich i rzeźbiarskich. Zastosowano materiały szlachetne, marmury, boazerie z różnych gatunków drewna oraz różnego rodzaju polichromie i marmoryzowania, imitujące szlachetne gatunki kamienia i drewna. Całość wystroju utrzymana była również w wystroju renesansu włoskiego. Willę otaczał ogród założony równolegle z jej budową. Obecne tereny ogrodu to park im. J. Kilińskiego.
W willi kręcono m.in. film Wojciecha Marczewskiego Ucieczka z kina „Wolność” (scenę upadku głównej postaci po wejściu na dach).